# Akodon lutescens
Akodon lutescens är en däggdjursart som beskrevs av J. A. Allen 1901. Akodon lutescens ingår i släktet fältmöss, och familjen hamsterartade gnagare. Inga underarter finns listade i Catalogue of Life.
Denna gnagare förekommer i Anderna i landskapet Altiplano från Peru över Bolivia till norra Argentina. Arten vistas i bergstrakter och högplatå mellan 3600 och 4500 meter över havet. Habitatet utgörs av gräsmarker och odlade områden.